# جيمس غامون
جيمس غامون (بالإنجليزية: James Gammon)‏ مواليد 20 أبريل 1940 في نيومن، الولايات المتحدة - الوفاة 16 يوليو 2010 في كوستا ميسا، الولايات المتحدة، هو ممثل أمريكي بدأ مسيرته الفنية سنة 1966. امتدت مسيرته الفنية لأكثر من 43 عاما.

## الأعمال
- كول هاند لوك
- الأعظم
- اني ويتش واي يو كان
- ميلاجرو
- أنا أحبك حتى الموت
- مغامرات هكلبيري فين
- قتلة بالفطرة
- الرجل ذو القناع الحديدي
- حياة أو شيء ما مثلها
- جبل الثلج
- غان سموك
- بونانزا
- باتمان
- ذا فيرجينيان
- ذا إف بي آي
- ذا والتونز
- مسلسل ملائكة تشارلي
- في حرارة الليل
- مذكرات الشاب إنديانا جونز
- فلمور

## روابط خارجية
- جيمس غامون على موقع IMDb (الإنجليزية)
- جيمس غامون على موقع قاعدة بيانات الأفلام العربية
- جيمس غامون على موقع ألو سيني (الفرنسية)
- جيمس غامون على موقع أول موفي (الإنجليزية)
- جيمس غامون على موقع قاعدة بيانات برودواي على الإنترنت (الإنجليزية)
- جيمس غامون على موقع قاعدة بيانات الأفلام السويدية (السويدية)
- جيمس غامون على موقع إن إن دي بي (الإنجليزية)
- جيمس غامون على موقع قاعدة بيانات الفيلم (الإنجليزية)
- جيمس غامون على موقع كينوبويسك (الروسية)